# Петровский, Давид Александрович
Дави́д Алекса́ндрович Петро́вский (при рождении Дави́д Фро́имович Ли́пец, также известен как Ма́кс Го́лдфарб, Бе́ннет, Гу́мбольд, Бра́ун; 12 (24) сентября 1886, Бердичев, Киевская губерния, Российская Империя — 10 сентября 1937, Москва, Советский Союз) — советский государственный деятель, журналист, политолог, учёный-экономист.
Член ЦК Бунда, член ЦК Еврейской социалистической федерации, член Украинской Центральной рады и Малой рады, кандидат в члены Президиума Исполкома Коминтерна, член Президиума Высшего совета народного хозяйства Советского Союза, член коллегии Наркомтяжпрома, начальник Главного управления военно-учебных заведений, начальник Главного управления высших и средних технических учебных заведений.

## Биография

### Детство и юность
Родился в семье владельца суконного магазина, купца второй гильдии Эфроима (Фроима) Овшиевича Липеца и Рейзи Янкелевны Липец. Учился в еврейской школе, а дома проходил с учителями курс классической гимназии. Был председателем литературно-театрального общества Бердичева. Рано увлёкся революционной деятельностью, посещал занятия марксистского кружка. В 1902 году вступил в Бунд. В октябре 1903 года переехал в Париж и поступил в Русскую высшую школу общественных наук, где познакомился со многими известными революционерами: В. И. Ульяновым (Лениным), Л. Д. Троцким, А. В. Луначарским. В то же время стал функционером заграничной организации Бунда, принимал участие в организации еврейской секции профсоюза портных во Франции.

### Начало революционной деятельности
В 1905 году, в связи с началом Первой русской революции, вернулся в Россию. Вёл агитационную деятельность среди рабочих Двинска, Белостока, Гомеля, был одним из руководителей забастовки на Либаво-Роменской железной дороге. В 1906 году участвовал в общепартийной конференции Бунда в Киеве, куда впервые приехал под псевдонимом Макс Голдфарб, был избран её председателем. Вслед за этим был арестован и три месяца провёл в тюрьме. Снова покинул Россию, участвовал в V съезде РСДРП в качестве делегата Бунда. Поступил в Брюссельский свободный университет, который окончил в 1912 году со степенью доктора экономических наук (его научным руководителем был Эмиль Вандервельде — будущий Министр иностранных дел Бельгии). Выступал с лекциями в Бельгии и Франции. Снова вернувшись в Россию, продолжал революционную деятельность. В конце 1912 года в Одессе был арестован и приговорён к ссылке, которая была заменена высылкой из России.

### В Соединённых Штатах Америки
В 1913 году по соглашению между ЦК Бунда и Еврейской социалистической федерацией прибыл в Нью-Йорк под псевдонимом Макс Голдфарб для ведения агитационной деятельности среди рабочих-евреев и сбора средств для Бунда. Стал членом ЦК Еврейской социалистической федерации, членом Социалистической партии Америки, участвовал в работе съезда последней в Сен-Луи. В ходе Первой мировой войны стал исполнительным секретарём, а затем редактором по делам рабочего движения ежедневной еврейской газеты «Форвертс». 

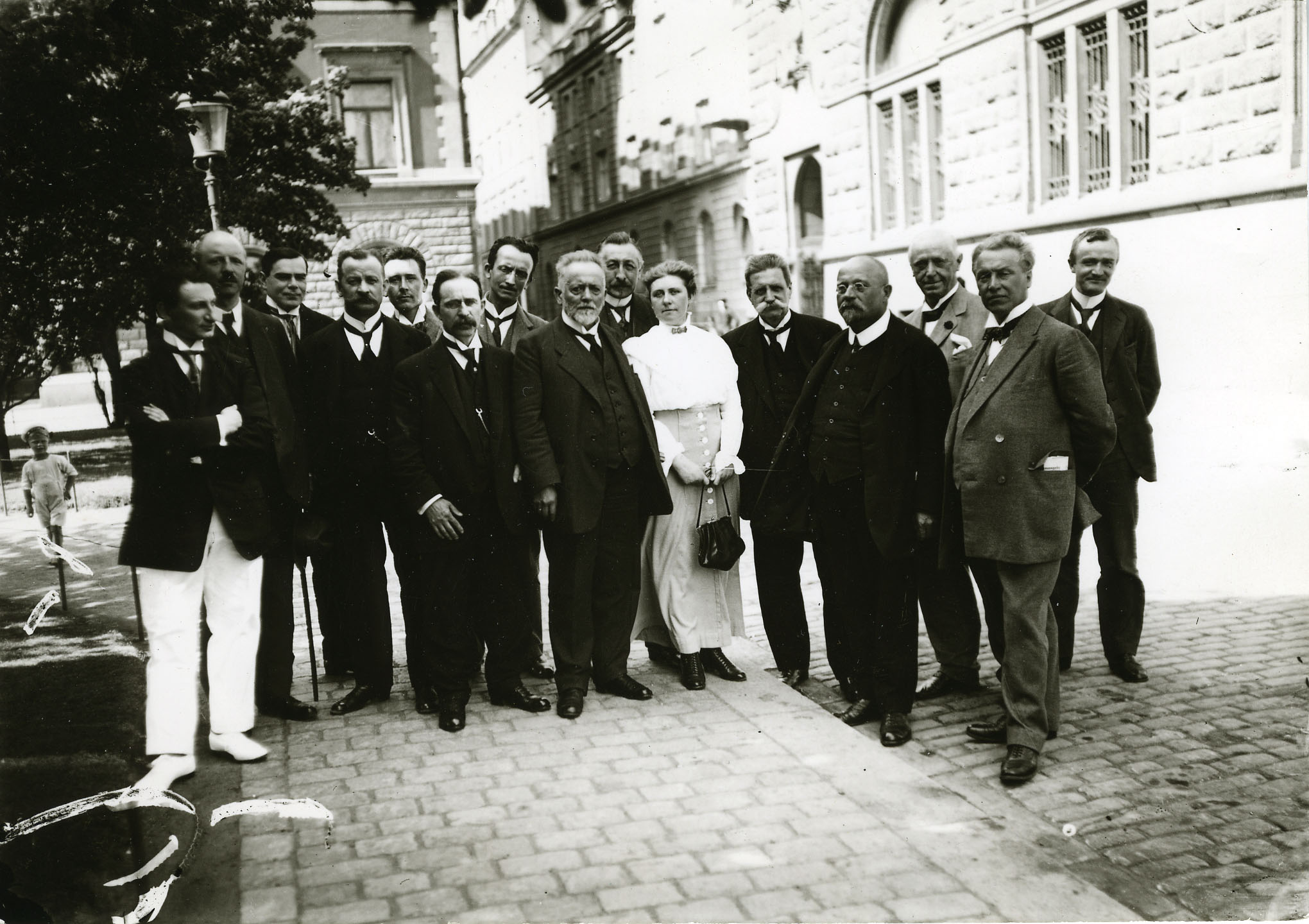
Международный Социалистический Конгресс, Стокгольм, 1917 год. Д. А. Петровский — первый слева

В 1917 году участвовал в международном социалистическом конгрессе в Стокгольме, после чего, в связи с окончанием Февральской революции, вернулся в Россию как Давид Липец.

### На Украине
Был активно вовлечён в политическую жизнь России и Украины: печатался в бундовских журналах, баллотировался в Учредительное собрание, был избран членом Украинской Центральной рады и Малой рады.
Был избран городским головой и председателем еврейской общины Бердичева (города с наибольшим процентом еврейского населения в Российской империи). В январе 1919 года Директория Украинской Народной Республики послала в город Красный курень смерти, чтобы подавить выступления большевиков, однако это переросло в еврейский погром, едва не закончившийся смертью Петровского его близких. Впоследствии он сумел предотвратить ещё один погром, чем спас множество жизней. Был горько разочарован политикой правительства Украинской Народной Республики, поощрявшего еврейские погромы. После раскола Бунда на Украине в 1918 году на коммунистов и социал-демократов, руководил социал-демократическим Бундом Украины вместе С. Фоксом и А. Литваком.

### В Рабоче-крестьянской Красной Армии
В апреле 1919 года переехал в Киев, где встретился с М. В. Фрунзе, после чего вступил в ряды Красной Армии. Организовал работу по борьбе с антисемитизмом и читал лекции в Красной Армии. В конце 1919 вступил в РКП(б). Был одним из основателей и членом Комитета по борьбе с антисемитизмом в Советском правительстве. Комитет работал в рамках Государственной Комиссии по просвещению, Наркомата просвещения РСФСР под руководством А. Луначарского и Н. Крупской. В состав Комитета по борьбе с антисемитизмом входили С. Диманштейн, А. Хейфец, М. Горький, и другие известные деятели революционного движения. Тогда же вступил в полемику с В. Лениным о политике РКП(б) по участию еврейского населения Украины в работе советских органов власти. Работал в Главном управлении военно-учебных заведений (ГУВУЗ): в качестве заведующего бюро лекторов (осень 1919 года), начальника политотдела (осень 1919 года — весна 1920 года) и начальника всего Управления (весна 1920 года — весна 1924 года).

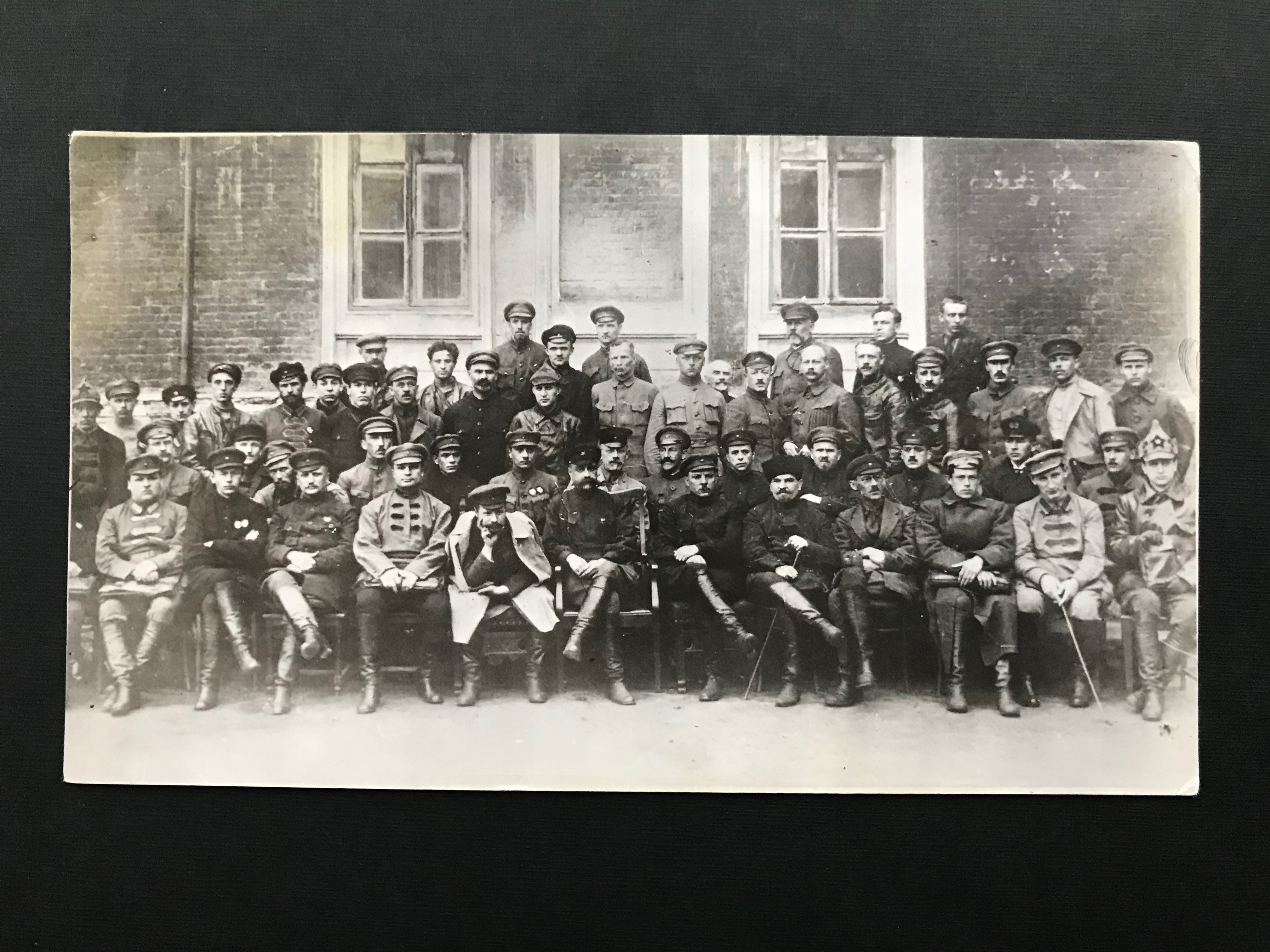
Совещание командующих военными округами, Москва, 1922 год.
Нижний ряд (слева направо): Д. П. Оськин, А. И. Корк, Н. Н. Петин, А. И. Егоров, М. В. Фрунзе, С. С. Каменев, К. Е. Ворошилов, П. П. Лебедев, А. А. Иорданский, И. Э. Якир, Д. А. Петровский, М. Н. Тухачевский

Давид Липец стал Давидом Александровичем Петровским или, как его именовали в прессе, генералом Петровским. В кратчайшие сроки военно-учебные заведения Российской империи, разрушенные революцией и гражданской войной, были восстановлены и начали готовить молодую смену в военных академиях, институтах, училищах и на военных курсах. Идея Петровского о создании военных училищ для мальчиков школьного возраста (советских кадетских корпусов) встретила сопротивление как буржуазный предрассудок. Однако двадцать лет спустя всё же были открыты Суворовские военные училища и Нахимовские военно-морские училища. Точка зрения Петровского по проблемам единой военной доктрины вызвала острую полемику между ним и М. В. Фрунзе. Тем не менее, в 1924 году Фрунзе объявил ему благодарность за «плодотворную работу, проделанную над делом поднятия боевой мощи Советского Союза».

### В Коминтерне
В 1924 году Петровский был направлен в Коминтерн для работы представителем в Коммунистической партии США, Коммунистической партии Великобритании, Французской коммунистической партии. В США и Великобритании работал под псевдонимом Беннет, возглавлял Британско-Американский лендер-секретариат. Во Франции работал под псевдонимом Гумбольд. В феврале 1928 года был избран кандидатом в члены Президиума Исполкома Коминтерна.

### В Высшем совете народного хозяйства
В 1929 году был переведён в Высший совет народного хозяйства Советского Союза, избран членом Президиума и членом коллегии Наркомтяжпрома, назначен начальником Главного управления высших и средних технических учебных заведений (ГЛАВВТУЗ). В связи с индустриализацией в период с 1930 по 1935 год требовалось подготовить около 435000 инженерно-технических специалистов, в то время как в 1929 году их число составляло 66000. Для этого на базе крупных вузов по его предложению были созданы отраслевые институты. Например, на базе Московской горной академии — Московский горный институт, Московский институт чёрной металлургии, Московский институт цветных металлов и золота, Московский торфяной институт, Московский нефтяной институт и Московский геологоразведочный институт. На базе Московского высшего технического училища — Московское механико-машиностроительное училище, Московское аэромеханическое училище, Московское энергетическое училище, Московское инженерно-строительное училище и Московское химико-технологическое училище. С 1930 по 1940 год число высших и средних технических учебных заведений в СССР выросло в 4 раза и превысило 150

### Неудавшийся побег
Осознавая опасность, возникшую в Советском Союзе после убийства Сергея Кирова в 1934 году, которое стало катализатором большого сталинского террора, Петровский предпринял попытку эмигрировать. Летом 1936 года он оформил командировку в США для изучения зарубежного опыта организации высших технических учебных заведений. Она была одобрена председателем ВСНХ и наркомом тяжёлой промышленности Серго Орджоникидзе.  Серго Орджоникидзе, близко знавший Сталина, как никто другой, видел что происходит в стране. Предвидя свою судьбу, он желал спасти Д. Петровского от сталинского террора и понимал, что тот, скорее всего, не возвратиться из командировки. В то же время жена Петровского, подданная Великобритании Роза Коэн, собиралась выехать в Лондон с их сыном Алексеем к родственникам, но не получила разрешения на вывоз ребёнка. В итоге Коэн выехала одна и вскоре вернулась из-за ребёнка. Её сестра писала, что «Роза несчастлива, и если бы не Алёша, то она не возвратилась бы». Таким образом, из-за ребёнка Петровский и Коэн остались в Советском Союзе.

### Арест, расстрел и реабилитация
В марте 1937 года, через месяц после гибели Орджоникидзе, Петровский был арестован и обвинён в контрреволюционной деятельности. Расстрелян 10 сентября 1937 года. В августе 1937 года была арестована его жена. Расстреляна 28 ноября 1937 года. Их семилетний сын был помещён в детский дом как «сын врагов народа».
После ХХ съезда Коммунистической Партии Советского Союза (февраль 1956 года) сын Петровского — Алексей Петровский — подал заявление о пересмотре дела своего отца. 25 января 1958 года Военной коллегией Верховного суда Советского Союза приговор от 10 сентября 1937 года был отменён, все обвинения против Петровского были сняты и дело было прекращено за отсутствием состава преступления. Петровский был посмертно реабилитирован.

## Семья
- Жена — Роза Морисовна Коэн, заведующая иностранным отделом газеты «Москоу Дэйли Ньюс». Арестована в 1937 году. Расстреляна 28 ноября 1937 года. Реабилитирована в 1956 году.
  - Сын — кандидат технических наук и доктор геолого-минералогических наук, академик РАЕН Алексей Давидович Петровский. После расстрела родителей три года провёл в детском доме. В 1940 году был усыновлён двоюродной сестрой Петровского Ревеккой Моисеевной Белкиной, врачом и майором медицинской службы. На момент усыновления она находилась со своей семьей в Тобольске, в политической ссылке по 58-й статье.
    - Внук — кандидат физико-математических наук Михаил Алексеевич Петровский.
- Сестра — исполняющая обязанности прокурора РСФСР Фанни Ефимовна Нюрина.
- Племянники — генерал-майор интендантской службы Ефраим Хаимович Липец, инженер Александр Ефимович Ниточкин, писатель Александр Израилевич Шаров.

## Память

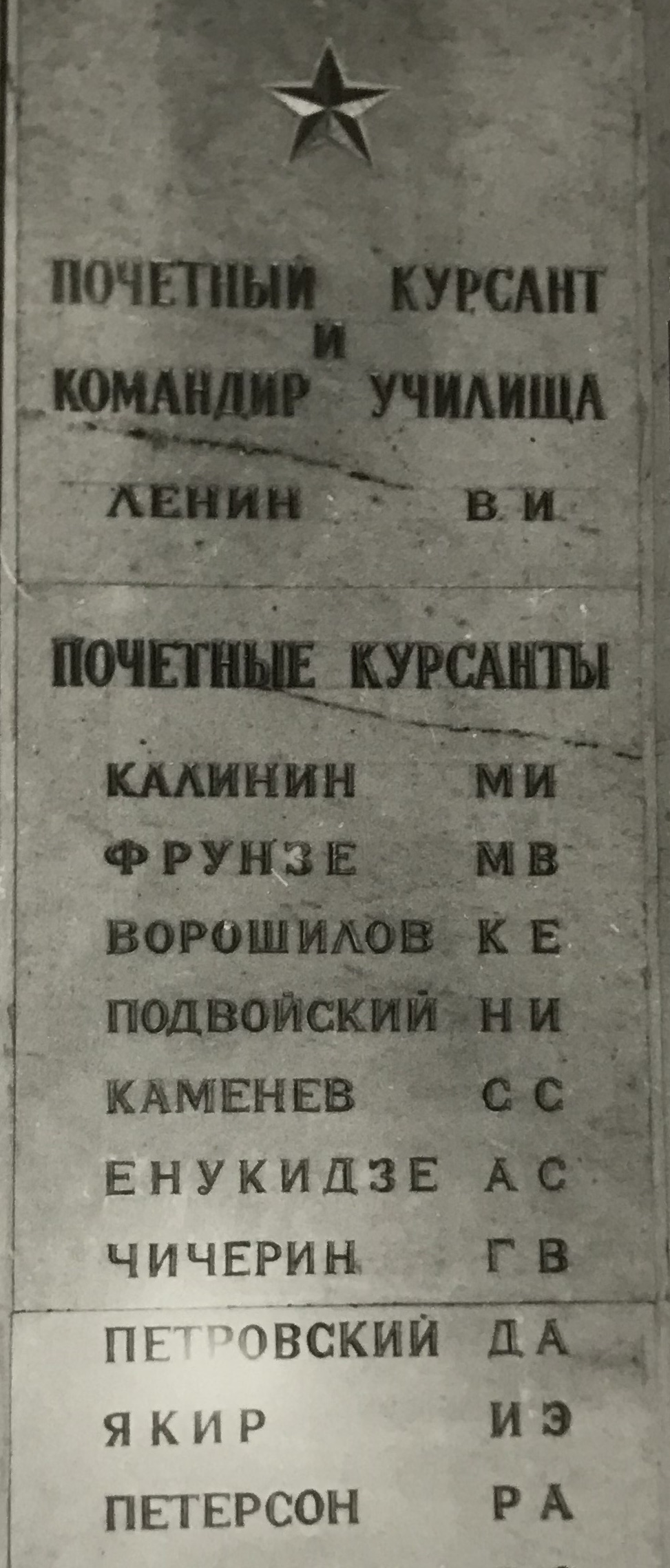
Список почётных курсантов Московского высшего военного командного училища

- Почётный курсант Московского высшего военного командного училища Вооружённых сил Российской Федерации.

## Публикации
- Петровский Д. А. Капитализм и социализм: от Томаса Мора до Базельского манифеста. Популярные лекции, прочитанные Давидом Петровским на Центральных инструкторских курсах при Наркомвоене. — Киев: Политическое управление Народного комиссариата по военным делам Украины, 1919. — 36 с.
- Петровский Д. А. Безработица, война и революция. — 1-е изд. — Киев: Редакционно-издательский отдел, 1919. — 16 с. — (Библиотека рабочего и крестьянина / Совет народного хозяйства Украины (№ 2)).
- Петровский Д. А. Красное знамя и братство народов. — Москва: Государственное издательство, 1919. — 8 с.
- Петровский Д. А. Красное знамя и братство народов. — Москва: Государственное издательство, 1919. — 8 с.
- Петровский Д. А. Контр-революция и еврейские погромы. — Москва: Государственное издательство, 1920. — 14 с. — (Речи и беседы агитатора (№ 34)).
- Петровский Д. А. Третий интернационал и польский фронт. Речь товарища Петровского на собрании питерских курсантов. — Москва: Литературно-издательский отдел Политического управления Революционного Военного Совета Республики, 1920. — 14 с.
- Петровский Д. А. Три года советской власти и командные курсы. — Петроград: 25-я Государственная типография (военная), 1920. — 16 с.
- Петровский Д. А. Капитализм и социализм: от Томаса Мора до Всемирной войны. — Москва: Государственное издательство, 1920. — 47 с. — (Речи и беседы пропагандиста (№ 1)).
- Petrowsky D. Kapitalismus und sozialismus (нем.). — Moskau: Zentralburo der deutschen Sektionen beim ZK der KPR(B), 1922. — 18 S. — (Flugschriften der «Roten Fahne» (№ 5)).
- Петровский Д. А. Капитализм и социализм: от Томаса Мора до наших дней. — 1-е изд. — Москва: Красная новь, 1923. — 114 с.
- Петровский Д. А. Капитализм и социализм: от Томаса Мора до наших дней. — 2-е изд. — Москва: Красная новь, 1923. — 114 с.
- Петровский Д. А. Капитализм и социализм: от Томаса Мора до наших дней. — 3-е изд. — Москва: Красная новь, 1923. — 136 с.
- Петровский Д. А. Военная школа в годы революции (1917–1924). — Москва: Высший военный редакционный совет, 1924. — 264 с.
- Петровский Д. А. Англо-русский комитет и оппозиция. — Москва, Ленинград: Московский рабочий, 1927. — 87 с.
- Петровский Д. А. Английский вопрос на майском пленуме Коминтерна. — Москва, Ленинград: Московский рабочий, типография «Красная Пресня», 1927. — 52 с.
- Петровский Д. А. Уроки майского пленума Коминтерна. Военная опасность и китайская революция. — Ленинград: Прибой, типография имени Евгении Соколовой, 1927. — 76 с.
- Петровский Д. А. На переломе. Итоги IX пленума Исполкома Коминтерна. — Москва, Ленинград: Московский рабочий, 7-я типография «Искра революции» Мосполиграфа, 1928. — 159 с.
- Партии Коммунистического интернационала. Справочник пропагандиста. Сборник статей о важнейших секциях Коминтерна / ред. Д. Петровский. — Москва, Ленинград: Государственное издательство, 8-я типография «Мосполиграф», 1928. — 159 с.
- Петровский Д. А. Классовая борьба в послевоенной Англии. — Москва, 1928.
- Петровский Д. А. Борьба компартий с реформизмом. — Ленинград: Прибой, типография имени Николая Бухарина Государственного издательства, 1929. — 84 с.
- Петровский Д. А. Международные обязанности пролетариата Советского союза. — Москва, Ленинград: 5-я типография Транспечати Народного комиссариата путей сообщения «Пролетарское слово», 1929. — 56 с. — (Что должен знать рабочий, вступающий в ВКП(б)).
- Петровский Д. А. VI конгресс Коминтерна и задачи советской школы. — Москва, Ленинград: Народный комиссариат просвещения РСФСР, 6-я типолитография Транспечати; Государственное издательство, 1929. — 55 с. — (Школа и текущие задачи социалистического строительства / Главсоцвос. Институт повышения квалификации педагогов (№ 2)).
- Петровский Д. А. Международный красный день. — Харьков: Пролетарий, 1929. — 32 с.
- Петровский Д. А. XVI съезд ВКП(б) и борьба за промышленные кадры. — Харьков: Пролетарий, 1930. — 84 с. — (Итоги XI съезда КП(б)У и XVI съезда ВКП(б)).
- Петровский Д. А. В борьбе за новые технические кадры. — Ленинград: Государственное техническое издательство, типография «Красный печатник», 1930. — 33 с.
- Петровский Д. А. Реконструкция технической школы и пятилетка кадров. — Ленинград: Государственное техническое издательство, типография «Красной газеты» имени Володарского, 1930. — 42 с. Архивировано 1 августа 2020 года.
- Петровский Д. А. Социалистическая реконструкция и борьба за минеральное сырье. — Москва, Ленинград: Геолразведиздат, 18-я типография треста «Полиграфкнига», 1933. — 46 с.
- Петровский Д. А. Втузы тяжелой промышленности в 1934–1935 году. — Москва, Ленинград: ОНТИ, типография имени Евгении Соколовой, 1934. — 115 с.
- Петровский Д. А. Подготовка нового учебного года во втузах. Переработка стенограммы доклада и заключительные слова на Собрании актива киевских втузов 9 июня 1934 года. — Москва, Ленинград: Издательство Народного комиссариата тяжёлой промышленности, типография им. Вацлава Воровского, 1934. — 26 с.
- Петровский Д. А. Сталинская программа технической учебы рабочих. Сборник статей, речей, постановлений и т. п. / ред. Д. А. Петровский, Г. П. Беляков. — Москва: ОНТИ, типография имени Вацлава Воровского, 1936. — 167 с.